# Ordinanza del presidente del Consiglio dei ministri
L'ordinanza del presidente del Consiglio dei ministri (o.p.C.M.) è un provvedimento di urgenza emesso dal presidente del Consiglio dei ministri della Repubblica Italiana. 
Come esempio si veda l'ordinanza n. 3274 del 20/03/2003 del presidente del Consiglio dei ministri "Primi elementi in materia di criteri generali per la classificazione sismica del territorio nazionale e di normative tecniche per le costruzioni in zona sismica" (pubblicato nel Supplemento Ordinario n. 72 della G.U. n. 105 dell'8/05/2003).